# Conrad Bornhak
Conrad Bornhak (* 21. März 1861 in Nordhausen; † 9. Februar 1944 in Berlin) war ein deutscher Rechts- und Verfassungsgeschichtler.

## Leben und Wirken
Nach einer Promotion im Fach Rechtswissenschaft an der Universität Göttingen im Jahre 1885 habilitierte sich Bornhak 1887 an der Universität Berlin. Von 1893 bis 1900 hatte er das Richteramt inne, zuerst in Prenzlau. Eine Hochschullehrertätigkeit ab 1897 an der Berliner Universität als außerordentlicher Professor übte er zugleich im Fach Staats- und Völkerrecht an der Preußischen Kriegsakademie in Berlin aus.
1920 heiratete er in Köln Anna Maria von Liliencron (* 1875; † 1942) älteste Tochter der Caroline Wendelburg (* 1842; † 1915) und des Andreas Otto von Liliencron (* 1838; † 1902), Schwester der Elisabeth Kuznitzky geb. von Liliencron.
Trotz 1924 erfolgter Emeritierung beendete erst eine Suspendierung wegen republikfeindlicher Äußerungen im Jahre 1926 seine Lehrtätigkeit. Bornhak setzte sie daraufhin von 1928 bis 1931 an der Universität Kairo fort. Nach seiner Rückkehr nach Deutschland lehrte er erneut bis zum Wintersemester 1939/40, als der Dekan auf ministerielle Weisung hin das Ende seiner Lehrtätigkeit veranlasste.
Bornhak beschäftigte sich in Forschung und Lehre mit Verfassungs-, Verwaltungsrecht sowie Verfassungsgeschichte.
Conrad Bornhak starb, wenige Wochen vor seinem 83. Geburtstag, am 9. Februar 1944 in Berlin. Sein nicht erhaltenes Grab befand sich auf einem der Friedhöfe vor dem Halleschen Tor. Auf welchem genau, ist nicht bekannt.

## Werke (Auswahl)
- Geschichte des preußischen Verwaltungsrechts. 3 Bde., Springer, Berlin 1884–1886.
- Allgemeine Staatslehre, Carl Heymann, Berlin 1896.
- Preußische Staats- und Rechtsgeschichte. Carl Heymann, Berlin 1903, unveränd. Nachdruck mit einem Vorwort von Detlef Merten, Heymann, Köln 1979, ISBN 3-452-18510-9.
- Der Wandel des Völkerrechts. Carl Heymann, Berlin 1916.
- Preußen unter der Fremdherrschaft 1807–1813. Frankenstein & Wagner, Leipzig 1925.
- Die Kriegsschuld. Deutschlands Weltpolitik 1890–1914. Verlag Tradition Wilhelm Koele, Berlin 1929.
- Deutsche Verfassungsgeschichte vom westfälischen Frieden an. Enke, Stuttgart 1934, Neudruck Scientia, Aalen 1968.
- Das italienische Staatsrecht des Faschismus. Deichert, Leipzig 1934.
- Genealogie der Verfassungen, Breslau 1935 (= Abhandlungen aus dem Staats- und Verwaltungsrecht mit Einschluß des Völkerrechts, 50).